# Irma Thälmann

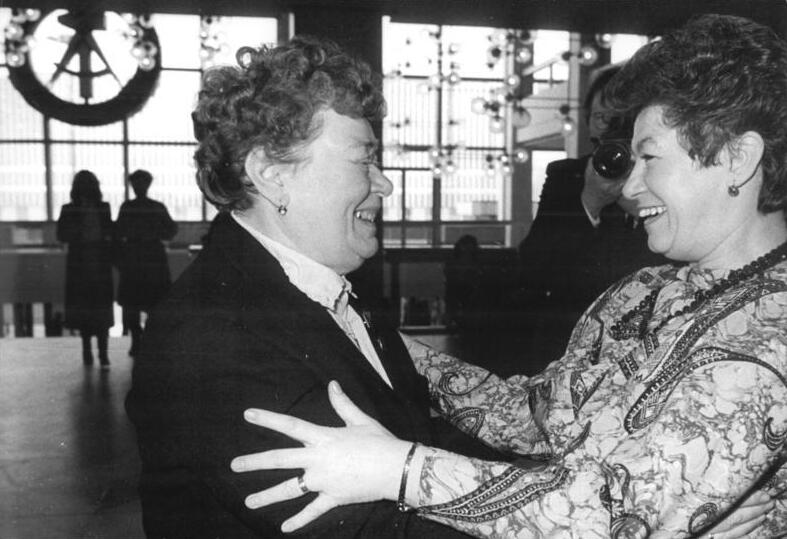
Irma Gabel-Thälmann (links) und Eva Budilová, Sekretärin des ZK des Tschechoslowakischen Frauenbundes, im Berliner Palast der Republik (1987).

Irma Thälmann, eigentlich Irmgard, verheiratete Vester-Thälmann und in zweiter Ehe Gabel-Thälmann (* 6. November 1919 in Hamburg-Eppendorf; † 10. Dezember 2000 in Berlin) war eine deutsche Funktionärin des Demokratischen Frauenbundes Deutschlands (DFD) in der DDR. Sie war die Tochter des langjährigen KPD-Vorsitzenden Ernst Thälmann und überlebte zur Zeit des Nationalsozialismus die Haftzeit im KZ Ravensbrück.

## Leben
Irma Thälmann wurde geboren als Tochter des späteren KPD-Vorsitzenden Ernst Thälmann und dessen Ehefrau Rosa Thälmann, geborene Koch. Sie besuchte von 1926 bis 1934 die Volksschule und danach bis 1936 die Berufsschule, die sie aufgrund ihres prominenten inhaftierten Vaters abbrechen musste. Irma Thälmann, die während ihrer Kindheit den Roten Jungpionieren angehörte und zur Jugendzeit 1932 dem KJVD beitrat, erhielt wegen ihres bekannten Namens keine Anstellung und blieb arbeitslos. Gemeinsam mit ihrer Mutter besuchte sie ihren Vater regelmäßig im Gefängnis und betätigte sich illegal als Kurierin, indem sie ihm Nachrichtenzettel überbrachte bzw. Kassiber von ihm herausschmuggelte. Außerdem gelang es ihr, ihren Vater während der Haft heimlich zu fotografieren.
Ab Juni 1936 wohnte sie in Singen am Hohentwiel in der Haselstraße 1 bei ihrem Jugendfreund Heinrich Vester, den sie im Juni 1940 heiratete. Ab Dezember 1941 wohnte Irma Vester in der Rielasinger Straße 180, wo sie am 15. April 1944 festgenommen und ohne Verfahren in Singen, Hamburg sowie Berlin unter dem Tarnnamen Martha Suhren inhaftiert wurde. Zusammen mit ihrer Mutter, die am 5. Mai 1944 verhaftet wurde, wurde sie bis zur Befreiung vom Nationalsozialismus im KZ Ravensbrück bzw. dessen Außenlager Neubrandenburg inhaftiert. Obwohl sie mit dem Vermerk „Rückkehr unerwünscht“ inhaftiert worden war, erlebte sie das Kriegsende.

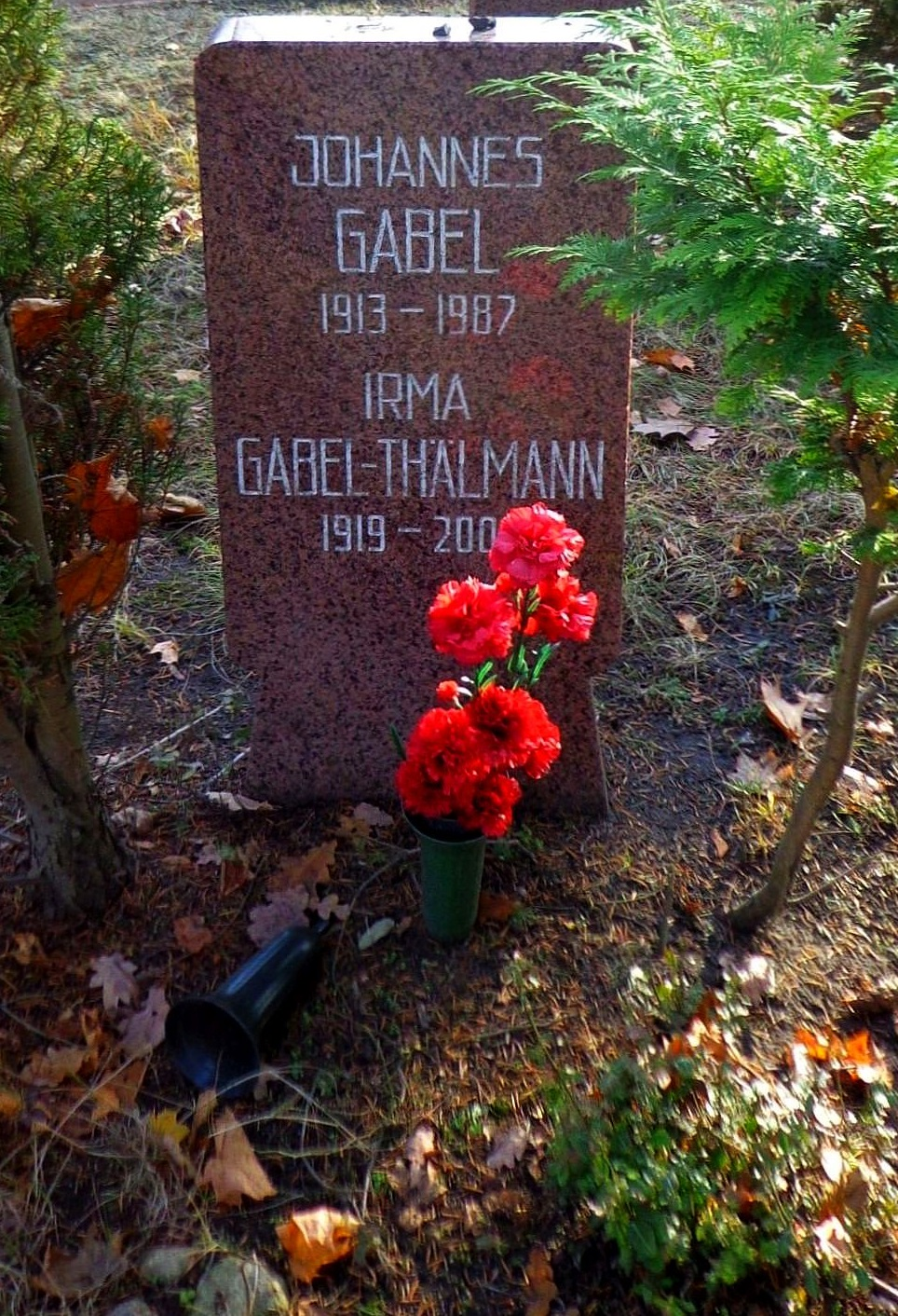
Grabstätte

Nach dem Ende des Zweiten Weltkrieges gründete sie noch 1945 den Antifaschistischen Frauenausschuss mit und hielt sich danach bis 1946 mit ihrer Mutter in mehreren Sanatorien in der Sowjetunion auf. Sie gehörte der KPD an und wurde 1946 nach der Zwangsvereinigung von SPD und KPD zur SED Mitglied der SED. Im Demokratischen Frauenbund Deutschlands (DFD) wurde sie Vorsitzende des DFD-Kreisvorstands Berlin-Treptow. Neben dem Engagement in der Lagerarbeitsgemeinschaft Ravensbrück und dem Verfassen von Büchern übernahm sie mit ihrer Mutter Repräsentationsaufgaben für die SED. Sie selbst wirkte insbesondere für die Pionierorganisation „Ernst Thälmann“ und zeichnete Pioniere aus. Sie war die Autorin des Kinderbuchs „Erinnerungen an meinen Vater“, das 1951 erschien.
Hauptberuflich war Irma Thälmann in der DDR zwei Jahre als Kaderinstrukteurin im Ministerium für Schwermaschinenbau tätig. Ihren Lebensunterhalt bestritt sie anschließend mit einer Rente als Verfolgte des Naziregimes mit Kämpferstatus. Im Hauptverfahren vor dem Landgericht Krefeld gegen den des Mordes an ihrem Vater verdächtigten Wolfgang Otto trat sie 1986 als Nebenklägerin auf. Irma Thälmann war zugegen, als Michail Gorbatschow am 3. Oktober 1986 – anlässlich des 100. Geburtstages ihres Vaters – ein Ernst-Thälmann-Denkmal am Moskauer Leningradski Prospekt enthüllte.
Nach der Deutschen Wiedervereinigung trat sie 1990 aus Enttäuschung über die Neubewertung der Rolle ihres Vaters aus der Partei des Demokratischen Sozialismus aus und der im gleichen Jahr gegründeten KPD bei, für die sie bei der Bundestagswahl 1994 erfolglos im Wahlkreis Berlin-Lichtenberg kandidierte (266 Stimmen).
Die Ehe mit Heinrich Vester bestand bis 1954. 1955 heiratete sie Johannes Gabel (1913–1987). Am 10. Dezember 2000 verstarb Irma Gabel-Thälmann im Alter von 81 Jahren und  wurde am 9. Januar 2001 auf dem Zentralfriedhof Friedrichsfelde bestattet. Ihre Urne befindet sich in der Grabanlage Pergolenweg.
Thälmann trat regelmäßig als Zeitzeugin in Schulen der DDR auf.

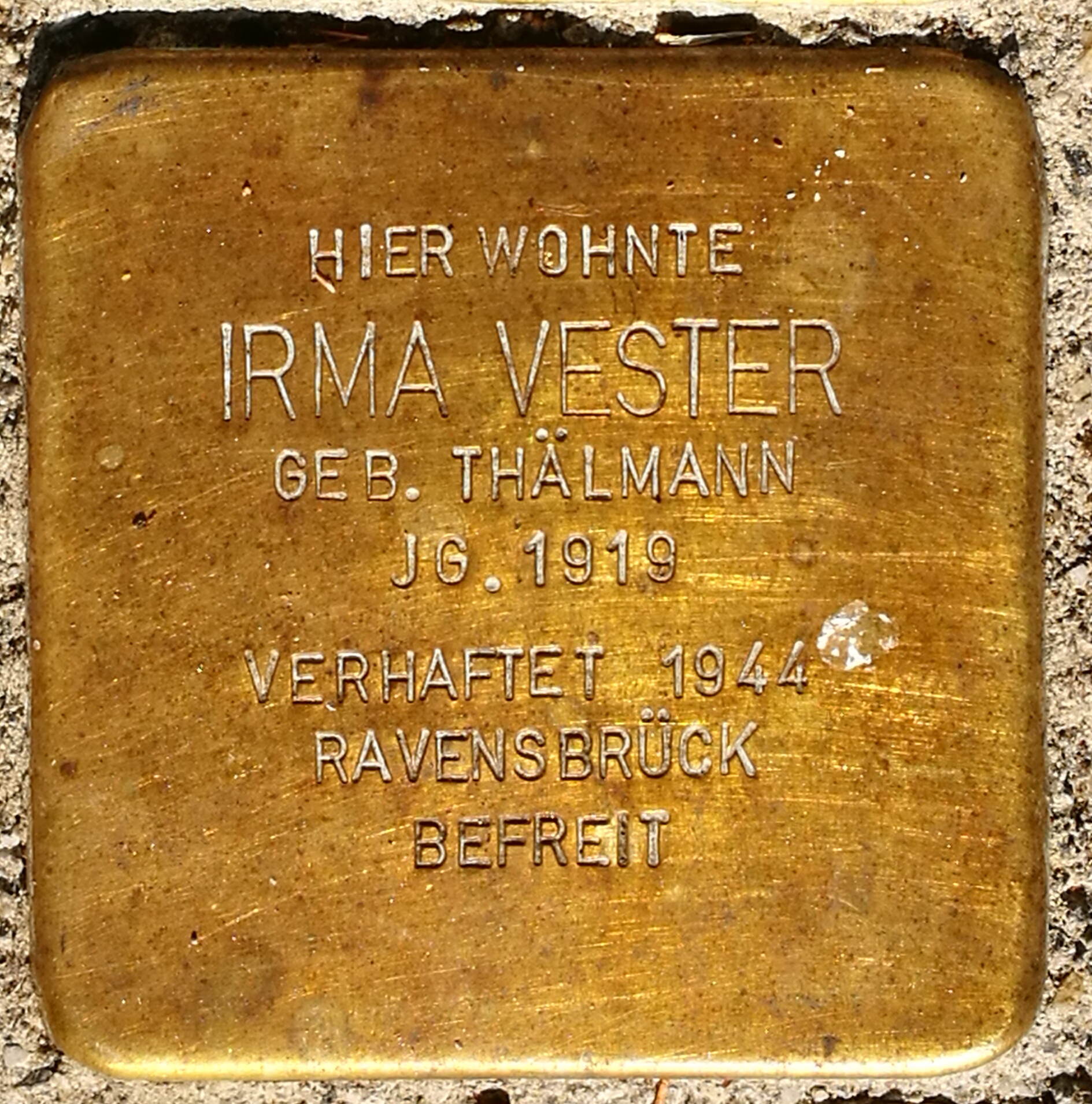
Stolperstein für Irma Thälmann in Singen

## Auszeichnungen und Ehrungen
- Auszeichnungen durch die DDR:
  - Medaille für Kämpfer gegen den Faschismus 1933 bis 1945
  - Vaterländischer Verdienstorden in Gold (1984)[11]
  - Ehrenspange zum Vaterländischen Verdienstorden in Gold (1989)[12]
- Am 20. Februar 2018 wurden in Singen Stolpersteine für Ernst, Rosa und Irma Thälmann verlegt.[4][13]

## Schriften
- Erinnerungen an meinen Vater. Kinderbuchverlag, Berlin 1951.